# Iván Kleimionov
Iván Teréntievich Kleimiónov (también escrito en ocasiones Kleymyónov o Kleymónov; en ruso: Иван Терентьевич Клеймёнов) (11 de abril de 1899, Stáraya Surava, Gobernación de Tambov, Imperio ruso - 10 de enero de 1938, Moscú, URSS), fue un científico ruso de la etapa soviética, uno de los primeros impulsores del desarrollo de la tecnología de los cohetes en su país.

## Semblanza
Kleimiónov se graduó en la Academia Zhukovski de Ingeniería de la Fuerza Aérea en 1928. En 1932-1933, lideró el Laboratorio de Dinámica de Gases, siendo nombrado director del Instituto de Propulsión a Chorro.
En 1937, durante la Gran Purga de Stalin, fue arrestado y detenido en un lugar sin determinar. Fue sentenciado a muerte y ejecutado basándose en las confesiones falsas bajo coacción de otras personas, incluyendo a Gueorgui Languemak.
En 1955, fue rehabilitado "debido a la carencia de una base criminal" en su encausamiento, otorgándosele póstumamente el título de Héroe del Trabajo Socialista (1991) por su participación en el desarrollo del lanzacohetes múltiple Katiusha.

## Eponimia
- El cráter Kleyménov situado en el lado oculto de la Luna lleva este nombre en su memoria.